# Attila (banda de metalcore)
Attila é uma banda americana de metalcore formada em 2005 na cidade de Atlanta, Geórgia. Até o momento, lançaram 9 álbuns de estúdio.
Embora o grupo tenha se formado originalmente em 2005, a banda não fez shows em tempo integral até 2010. Seu álbum de maior sucesso, About That Life, lançado em 25 de junho de 2013 e estreou na parada Billboard 200 na 22º posição. Attila fez turnês pelos Estados Unidos com bandas como Hed PE, Arsonists Get All the Girls, See You Next Tuesday, Insane Clown Posse, Emmure, Chelsea Grin, The Agonist, Falling in Reverse e Metro Station.

## História

### Formação, primeiros lançamentos eRage(2005-2011)
Chris Fronzak, Sean Heenan, Sam Halcomb, Matt Booth e Kris Wilson formaram o Attila em sua cidade natal, Atlanta, em 2005, conhecendo-se na escola e através de amigos em comum. O vocalista Fronzak nomeou a banda em referência a Átila, que foi um dos reis do antigo império Huno no qual ele encontrou em um livro da escola.
Attila lançou seu álbum demo Fallacy em 30 de março de 2007 e, em seguida, lançou seu álbum de estreia, Soundtrack to a Party em 2008. Em seus primeiros anos, Attila excursionou com Arsonists Get All The Girls, See You Next Tuesday, Chelsea Grin, American Me e We Are The End. Attila excursionou com HED PE e Threat Signal de 3 de março a 10 de abril.
Attila assinou contrato com a Artery Recordings em 2010 e lançou seu segundo álbum e estreia em uma grande gravadora, chamado Rage, em 11 de maio de 2010. O grupo lançou seu videoclipe para a faixa-título do álbum "Rage" em 8 de outubro de 2010.

### Outlawed(2011–2012)
Em 14 de julho de 2011, a banda anunciou que seu próximo álbum, Outlawed, seria lançado em 16 de agosto pelas gravadoras Artery Recordings e Razor & Tie. Em 25 de julho de 2011, a banda revelou a lista de faixas de Outlawed e lançou o primeiro single do álbum, "Payback", para streaming. Em 4 de agosto, a banda lançou o segundo single "Smokeout", seguido por um videoclipe para a mesma faixa em 17 de agosto.
Em 17 de outubro de 2011, Attila lançou seu primeiro videoclipe do álbum, "Payback". Attila lançou um lyric video para sua música "Another Round" em 9 de julho de 2012, e outro lyric video para sua música "Nasty Mouth" em 2 de outubro de 2012. Em 30 de outubro de 2012, Attila lançou um novo single, "Party with the Devil", e uma versão regravada da música "Soda in the Water Cup" do álbum Soundtrack to a Party.
Em 24 de março de 2012, o vocalista da banda, Chris Fronzak, foi negado a entrada pela segunda vez no Canadá por causa de um crime em seu registro. Fronzak divulgou uma declaração sobre o incidente, dizendo que poderia solicitar uma reconsideração em dois anos.
Em 6 de junho de 2012, a banda anunciou que o baixista Chris Comrie havia se separado da banda. O grupo divulgou um comunicado, descrevendo a saída como uma escolha pessoal feita por Comrie e que eles ainda estavam em boas relações. Em 8 de setembro de 2012, a banda anunciou que adquiriu o ex-guitarrista da banda For the Fallen Dreams, Kalan Blehm, como seu novo baixista.
Em 13 de setembro de 2012, a banda anunciou sua turnê "Party With the Devil" com bandas de apoio Make Me Famous, Issues, Ice Nine Kills e Adestria, começando em 26 de outubro na Flórida e terminando em 15 de novembro em Washington.

### About That Lifee projetos paralelos (2013–2014)
Em 3 de fevereiro de 2013, foi anunciado que a banda havia terminado de escrever seu álbum sucessor de Outlawed e havia entrado no estúdio. A banda afirmou que o álbum seria o álbum "mais pesado" e "mais louco" que eles já fizeram até então. Em 25 de fevereiro de 2013, a banda soltou o videoclipe "Harlem Shake".
Em 20 de abril de 2013, Attila lançou o primeiro single do álbum, "Middle Fingers Up", e revelou que o novo álbum, intitulado About That Life, seria lançado em 25 de junho de 2013. Em 24 de maio de 2013, Attila juntou-se ao Spotify e lançou a faixa-título do disco, "About That Life".
Em 11 de dezembro de 2013, foi anunciado que o vocalista, Chris Fronzak, estaria indo para o estúdio no próximo mês para começar a gravar seu próximo álbum de hip hop.
Em 13 de dezembro de 2013, a banda anunciou que iria a uma turnê com bandas de apoio como I See Stars, Capture the Crown e Ice Nine Kills, começando em 31 de janeiro de 2014. Em 18 de dezembro de 2013 a banda foi anunciada como suporte para o "Self Help Festival" de A Day to Remember em 22 de março de 2014 em San Bernardino, Califórnia.
Em 2016, Attila estava programada para se juntar ao Hollywood Undead em sua primeira turnê pela Europa.

### Guilty Pleasuree a saída do guitarrista Nate Salameh (2014–2016)
Em 6 de outubro de 2014, a banda lançou seu novo álbum, Guilty Pleasure, que seria lançado em 24 de novembro. O vocalista Chris Fronzak descreveu o álbum como o mais pesado que eles escreveram. Em 20 de outubro de 2014 a banda lançou o primeiro single do álbum, "Proving Grounds".
Em 22 de outubro, a Alternative Press informou que o guitarrista Nate Salameh havia deixado a banda. Quando perguntado sobre a decisão, Salameh disse que queria se concentrar em viver uma vida livre de drogas e álcool.
Em 8 de novembro de 2014, a banda lançou o segundo single do álbum, "Horsepig", com Chris Fronzak afirmando que era "uma das minhas músicas favoritas que já escrevi liricamente". Em apoio ao álbum, The Guilty Pleasure Tour, começou em Lauderdale, Flórida em 11 de novembro e terminou em 14 de dezembro em Boston, Massachusetts.
Attila tocou a todas as apresentações no Vans Warped Tour de 2015 no palco principal do festival.

### Contrato com SharpTone Records eChaos,Villain(2016–2021)
Em 24 de junho de 2016, Attila anunciou que havia assinado com a SharpTone Records, uma nova gravadora co-fundada pelo CEO da Nuclear Blast, Markus Staiger e Shawn Keith. "Estamos muito animados em anunciar que assinamos oficialmente com a SharpTone!" compartilhou o líder do Attila, Fronzak. "Estamos em um ponto incrível em nossa carreira e sabemos que esses caras têm o poder que precisamos para levar as coisas para o próximo nível."
Em 31 de outubro de 2017, Attila lançou seu single "Three 6" no YouTube.
Em 7 de julho de 2018, um novo single "Pizza" foi lançado. O videoclipe do single foi enviado para o canal da banda no YouTube em 12 de julho.
Em 22 de fevereiro de 2019, Attila lançou um álbum intitulado Villain.
Em 29 de maio de 2020, Attila lançou uma nova música intitulada "Cancelled". E no mês seguinte o baterista Bryan McClure foi demitido da banda após várias alegações de estupro e má conduta sexual.

### Closure(2021–presente)
Em 18 de março de 2021, Attila lançou uma nova música intitulada "Clarity" como o primeiro single de seu próximo nono álbum de estúdio, Closure.
Em 30 de abril de 2021, Attila lançou uma nova música intitulada "Metalcore Manson" como o segundo single de seu próximo nono álbum de estúdio, Closure.

## Estilo musical
O estilo musical de Attila foi descrito como metalcore, deathcore, nu metalcore, rap metal e nu metal.

## Discografia
Álbuns de estúdio
- Fallacy (2007)
- Soundtrack to a Party (2008)
- Rage (2010)
- Outlawed (2011)
- About That Life (2013)
- Guilty Pleasure (2014)
- Chaos (2016)
- Villain (2019)
- Closure (2021)